# كأس آسيا 2000
كأس آسيا 2000 وهي بطولة لكرة القدم ينظمها الاتحاد الآسيوي لكرة القدم (AFC). أقيمت البطولة في لبنان ما بين 12 أكتوبر و29 أكتوبر 2000. فازت اليابان على السعودية حاملة اللقب في المباراة النهائية التي جرت في بيروت. نال لبنان حق الاستضافة في عام 1996 متفوقًا على الصين.

## التصفيات
- لبنان تأهل بشكل مباشر كونه المضيف.
- السعودية تأهلت بشكل مباشر كونها حاملة اللقب.

شارك 42 منتخب في التصفيات التمهيدية. تم تقسيم الفرق على 10 مجموعات مع تأهل متصدر كل مجموعة إلى النهائيات. لعب في المجمل 84 مباراة كانت أولها مباراة عمان أمام قيرغيزستان يوم 3 أغسطس 1999.
المنتخبات العشرة التي تأهلت عن طريق التصفيات:
| - الصين - إندونيسيا - إيران - العراق - اليابان |  | - الكويت - كوريا الجنوبية - قطر - تايلاند - أوزبكستان |

## الملاعب
| بيروت                          | صيدا              | طرابلس                 |
| ملعب مدينة كميل شمعون الرياضية | استاد صيدا الدولي | الملعب الأولمبي الدولي |
| السعة: 47,799                  | السعة: 22,600     | السة: 22,400           |
|                                |                   |                        |

## المرحلة الأولى
جميع الأوقات حسب التوقيت المحلي (ت ع م+3)
| عنوان تفسيري | عنوان تفسيري                                                           |
| ------------ | ---------------------------------------------------------------------- |
|              | تأهل المتصدر والوصيف، وأفضل فريقين أحتلا المركز الثالث إلى ربع النهائي |

### المجموعة أ
| فريق    | لعب | ف | ت | خ | له | عليه | ف.أ | نقاط |
| ------- | --- | - | - | - | -- | ---- | --- | ---- |
| إيران   | 3   | 2 | 1 | 0 | 6  | 1    | +5  | 7    |
| العراق  | 3   | 1 | 1 | 1 | 4  | 3    | +1  | 4    |
| تايلاند | 3   | 0 | 2 | 1 | 2  | 4    | −2  | 2    |
| لبنان   | 3   | 0 | 2 | 1 | 3  | 7    | −4  | 2    |

| العراق                          | 2–0   | تايلاند |
| ------------------------------- | ----- | ------- |
| قحطان جثير 27' · حيدر محمود 60' | تقرير |         |

| لبنان | 0–4   | إيران                                                  |
| ----- | ----- | ------------------------------------------------------ |
|       | تقرير | كريم باقري 19' · حميد إستيلي 75'، 87' · علي دائي 90+1' |

| إيران        | 1–1   | تايلاند                |
| ------------ | ----- | ---------------------- |
| علي دائي 73' | تقرير | ساكيسان بيتوراتانا 12' |

| لبنان                          | 2–2   | العراق            |
| ------------------------------ | ----- | ----------------- |
| عباس شحرور 28' · موسى حجيج 76' | تقرير | صباح جعير 5'، 22' |

| إيران        | 1–0   | العراق |
| ------------ | ----- | ------ |
| علي دائي 77' | تقرير |        |

| لبنان             | 1–1   | تايلاند                |
| ----------------- | ----- | ---------------------- |
| لويس فرنانديز 83' | تقرير | ساكيسان بيتوراتانا 58' |

### المجموعة ب
| فريق           | لعب | ف | ت | خ | له | عليه | ف.أ | نقاط |
| -------------- | --- | - | - | - | -- | ---- | --- | ---- |
| الصين          | 3   | 1 | 2 | 0 | 6  | 2    | +4  | 5    |
| الكويت         | 3   | 1 | 2 | 0 | 1  | 0    | +1  | 5    |
| كوريا الجنوبية | 3   | 1 | 1 | 1 | 5  | 3    | +2  | 4    |
| إندونيسيا      | 3   | 0 | 1 | 2 | 0  | 7    | −7  | 1    |

| كوريا الجنوبية                     | 2–2   | الصين                               |
| ---------------------------------- | ----- | ----------------------------------- |
| لي يونغ-بيو 30' · نوه جونغ-يون 58' | تقرير | سو ماوجين 36' · فان جيي 66' (ركلة.) |

| الكويت | 0–0   | إندونيسيا |
| ------ | ----- | --------- |
|        | تقرير |           |

| الصين                                                         | 4–0   | إندونيسيا |
| ------------------------------------------------------------- | ----- | --------- |
| لي مينغ 2' · شين سي 7' (ركلة.) · يانغ تشين 10' · تشي جونغ 90' | تقرير |           |

| كوريا الجنوبية | 0–1   | الكويت           |
| -------------- | ----- | ---------------- |
|                | تقرير | جاسم الهويدي 43' |

| الصين | 0–0   | الكويت |
| ----- | ----- | ------ |
|       | تقرير |        |

| كوريا الجنوبية              | 3–0   | إندونيسيا |
| --------------------------- | ----- | --------- |
| لي دونغ-غوك 30'، 76'، 90+1' | تقرير |           |

### المجموعة ج
| فريق      | لعب | ف | ت | خ | له | عليه | ف.أ | نقاط |
| --------- | --- | - | - | - | -- | ---- | --- | ---- |
| اليابان   | 3   | 2 | 1 | 0 | 13 | 3    | +10 | 7    |
| السعودية  | 3   | 1 | 1 | 1 | 6  | 4    | +2  | 4    |
| قطر       | 3   | 0 | 3 | 0 | 2  | 2    | 0   | 3    |
| أوزبكستان | 3   | 0 | 1 | 2 | 2  | 14   | −12 | 1    |

| السعودية                 | 1–4   | اليابان                                                                           |
| ------------------------ | ----- | --------------------------------------------------------------------------------- |
| ريوزو موريوكا 90' (ه.ذ.) | تقرير | أتسوشي ياناغيساوا 22' · ناوهيرو تاكاهارا 37' · هيروشي نانامي 53' · شينجي أونو 88' |

| قطر           | 1–1   | أوزبكستان          |
| ------------- | ----- | ------------------ |
| محمد غلام 61' | تقرير | ميرجلال قاسموف 73' |

| اليابان | 8–1   | أوزبكستان       |
| --- | ----- | --------------- |
| هيرواكي موريشيما 7' · أكينوري نيشيزاوا 14'، 25'، 49' · ناوهيرو تاكاهارا 18'، 20'، 57' · هيدياكي كيتاجيما 79' | تقرير | سيرغي لوشان 29' |

| السعودية | 0–0   | قطر |
| -------- | ----- | --- |
|          | تقرير |     |

| السعودية                                                          | 5–0   | أوزبكستان |
| ----------------------------------------------------------------- | ----- | --------- |
| مرزوق العتيبي 18' · محمد الشلهوب 35'، 78'، 86' · نواف التمياط 88' | تقرير |           |

| اليابان              | 1–1   | قطر                     |
| -------------------- | ----- | ----------------------- |
| أكينوري نيشيزاوا 61' | تقرير | عبد الناصر العبيدلي 22' |

### ترتيب الفرق الحاصلة على المركز الثالث
تم عقد مقارنة بين الفرق التي احتلت المركز الثالث في كل مجموعة عند انتهاء مرحلة المجموعات. صعد أفضل فريقين حصلوا على المركز الثالث إلى ربع النهائي.
| مجموعة | فريق           | لعب | ف | ت | خ | له | عليه | ف.أ | نقاط |
| ------ | -------------- | --- | - | - | - | -- | ---- | --- | ---- |
| ب      | كوريا الجنوبية | 3   | 1 | 1 | 1 | 5  | 3    | +2  | 4    |
| ج      | قطر            | 3   | 0 | 3 | 0 | 2  | 2    | 0   | 3    |
| أ      | تايلاند        | 3   | 0 | 2 | 1 | 2  | 4    | −2  | 2    |

تأهلت كوريا الجنوبية (أفضل الثوالث) وقطر (ثاني أفضل الثوالث) إلى الدور ربع النهائي.

## مرحلة خروج المغلوب
جميع الأوقات حسب التوقيت المحلي (ت ع م+3).
تم تطبيق قانون الهدف الذهبي في الوقت الإضافي.
|  | ربع النهائي             | ربع النهائي       |                   |                | نصف النهائي   | نصف النهائي   |  |  | النهائي           | النهائي |
|  |                         |                   |                   |                |               |               |  |  |                   |         |
|  | 23 أكتوبر – صيدا        |                   |                   |                |               |               |  |  |                   |         |
|  |                         |                   |                   |                |               |               |  |  |                   |         |
|  | الصين                   | 3                 |                   |                |               |               |  |  |                   |         |
|  | الصين                   | 3                 | 26 أكتوبر – بيروت |                |               |               |  |  |                   |         |
|  | قطر                     | 1                 |                   |                |               |               |  |  |                   |         |
|  | قطر                     | 1                 | الصين             | 2              |               |               |  |  |                   |         |
|  | 24 أكتوبر – بيروت       |                   | الصين             | 2              |               |               |  |  |                   |         |
|  |                         | اليابان           | 3                 |                |               |               |  |  |                   |         |
|  | اليابان                 | اليابان           | 3                 | 4              |               |               |  |  |                   |         |
|  | اليابان                 |                   | 29 أكتوبر – بيروت | 4              |               |               |  |  |                   |         |
|  | العراق                  | 1                 |                   |                |               |               |  |  |                   |         |
|  | العراق                  | 1                 | اليابان           | 1              |               |               |  |  |                   |         |
|  | 23 أكتوبر – طرابلس      |                   | اليابان           | 1              |               |               |  |  |                   |         |
|  |                         | السعودية          | 0                 |                |               |               |  |  |                   |         |
|  | إيران                   | السعودية          | 0                 | 1              |               |               |  |  |                   |         |
|  | إيران                   | 26 أكتوبر – بيروت |                   | 1              |               |               |  |  |                   |         |
|  | كوريا الجنوبية (ب.و.إ.) | 2                 |                   |                |               |               |  |  |                   |         |
|  | كوريا الجنوبية (ب.و.إ.) | 2                 | كوريا الجنوبية    | 1              | المركز الثالث | المركز الثالث |  |  |                   |         |
|  | 24 أكتوبر – بيروت       |                   | كوريا الجنوبية    | 1              | المركز الثالث | المركز الثالث |  |  |                   |         |
|  |                         | السعودية          | 2                 |                |               |               |  |  |                   |         |
|  | الكويت                  | السعودية          | 2                 | 2              | الصين         | 0             |  |  |                   |         |
|  | الكويت                  |                   |                   | 2              | الصين         | 0             |  |  |                   |         |
|  | السعودية (ب.و.إ.)       | 3                 |                   | كوريا الجنوبية | 1             |               |  |  |                   |         |
|  | السعودية (ب.و.إ.)       | 3                 |                   |                | 1             |               |  |  |                   |         |
|  |                         |                   |                   |                |               |               |  |  | 29 أكتوبر – بيروت |         |
|  |                         |                   |                   |                |               |               |  |  |                   |         |

### ربع نهائي
| إيران          | 1–2 (ب.و.إ.) | كوريا الجنوبية                     |
| -------------- | ------------ | ---------------------------------- |
| كريم باقري 71' | تقرير        | كيم سانغ-سيك 90' · لي دونغ-غوك 99' |

| الصين                                     | 3–1   | قطر                  |
| ----------------------------------------- | ----- | -------------------- |
| لي مينغ 9' · تشي هونغ 38' · يانغ تشين 54' | تقرير | محمد سالم العنزي 65' |

| اليابان                                                            | 4–1   | العراق            |
| ------------------------------------------------------------------ | ----- | ----------------- |
| هيروشي نانامي 8'، 29' · ناوهيرو تاكاهارا 11' · توموكازو ميوجين 62' | تقرير | عباس عبيد جاسم 4' |

| الكويت                               | 2–3 (ب.و.إ.) | السعودية                                  |
| ------------------------------------ | ------------ | ----------------------------------------- |
| بشار عبد الله 62' · جاسم الهويدي 68' | تقرير        | نواف التمياط 45+1' 109' · طلال المشعل 72' |

### نصف النهائي
| كوريا الجنوبية    | 1–2   | السعودية             |
| ----------------- | ----- | -------------------- |
| لي دونغ-غوك 90+1' | تقرير | طلال المشعل 76'، 80' |

| الصين                        | 2–3   | اليابان                                                         |
| ---------------------------- | ----- | --------------------------------------------------------------- |
| تشي هونغ 30' · يانغ تشين 48' | تقرير | فان جيي 21' (ه.ذ.) · أكينوري نيشيزاوا 53' · توموكازو ميوجين 61' |

### مباراة المركز الثالث
| كوريا الجنوبية  | 1–0   | الصين |
| --------------- | ----- | ----- |
| لي دونغ-غوك 76' | تقرير |       |

### النهائي
| اليابان               | 1–0   | السعودية |
| --------------------- | ----- | -------- |
| شيغيوشي موتشيزوكي 30' | تقرير |          |

## الفائز
| فائز كأس آسيا 2000        |
| ------------------------- |
| · اليابان · للمرة الثانية |

## الجوائز
أفضل لاعب
- هيروشي نانامي

الهداف
- لي دونغ-غوك – 6 أهداف

أفضل مدافع
- ريوزو موريوكا

أفضل حارس مرمى
- جيانغ جين

جائزة اللعب النظيف
- السعودية

### فريق النجوم
| حراس المرمى | المدافعون                             | متوسطي الميدان                                                        | المهاجمون                    |
| ----------- | ------------------------------------- | --------------------------------------------------------------------- | ---------------------------- |
| جيانغ جين   | هونغ ميونغ-بو محمد الخليوي جمال مبارك | هيروشي نانامي نواف التمياط عباس عبيد جاسم كريم باقري شونسوكي ناكامورا | لي دونغ-غوك ناوهيرو تاكاهارا |

## الإحصائيات

### مسجلي الأهداف
تصدر لي دونغ-غوك ترتيب هدافي المسابقة برصيد ستة أهداف. سجل 77 هدفاً في المجمل عن طريق 43 لاعب مختلف، بما فيها هدفين سجلوا بالخطأ.
6 أهداف
- لي دونغ-غوك

5 أهداف
- أكينوري نيشيزاوا
- ناوهيرو تاكاهارا

3 أهداف
- تشي هونغ
- يانغ تشين
- علي دائي
- هيروشي نانامي
- طلال المشعل
- محمد الشلهوب
- نواف التمياط

هدفين
- لي مينغ
- كريم باقري
- حميد إستيلي
- صباح جعير
- توموكازو ميوجين
- جاسم الهويدي
- ساكيسان بيتوراتانا

هدف
- فان جيي
- شين سي
- سو ماوجين
- قحطان جثير
- عباس عبيد جاسم
- حيدر محمود
- هيدياكي كيتاجيما
- شيغيوشي موتشيزوكي
- هيرواكي موريشيما
- شينجي أونو
- أتسوشي ياناغيساوا
- كيم سانغ-سيك
- لي يونغ-بيو
- نوه جونغ-يون
- بشار عبد الله
- عباس شحرور
- لويس فرنانديز
- موسى حجيج
- محمد سالم العنزي
- عبد الناصر العبيدلي
- محمد غلام
- مرزوق العتيبي
- سيرغي لوشان
- ميرجلال قاسموف

هدف ذاتي
- فان جيي (لصالح اليابان)
- ريوزو موريوكا (لصالح السعودية)

### الأهداف حسب المنتخب
| 21 هدف - اليابان 11 هدف - الصين - السعودية 9 أهداف - كوريا الجنوبية 7 أهداف - إيران | 5 أهداف - العراق 3 أهداف - الكويت - لبنان - قطر هدفين - أوزبكستان - تايلاند لا شيء - إندونيسيا |

### المراكز النهائية
| مركز                      | فريق           | المجموعة | لعب | ف | ت | خ | نقاط | أ.له | أ.ع | ف.أ |
| ------------------------- | -------------- | -------- | --- | - | - | - | ---- | ---- | --- | --- |
| 1                         | اليابان        | ج        | 6   | 5 | 1 | 0 | 16   | 21   | 6   | +15 |
| 2                         | السعودية       | ج        | 6   | 3 | 1 | 2 | 10   | 11   | 8   | +3  |
| 3                         | كوريا الجنوبية | ب        | 6   | 3 | 1 | 2 | 10   | 9    | 6   | +3  |
| 4                         | الصين          | ب        | 6   | 2 | 2 | 2 | 8    | 11   | 7   | +4  |
| الخروج من ربع النهائي     |                |          |     |   |   |   |      |      |     |     |
| 5                         | إيران          | أ        | 4   | 2 | 1 | 1 | 7    | 7    | 3   | +4  |
| 6                         | الكويت         | ب        | 4   | 1 | 2 | 1 | 5    | 3    | 3   | 0   |
| 7                         | العراق         | أ        | 4   | 1 | 1 | 2 | 4    | 5    | 7   | -2  |
| 8                         | قطر            | ج        | 4   | 0 | 3 | 1 | 3    | 3    | 5   | -2  |
| الخروج من مرحلة المجموعات |                |          |     |   |   |   |      |      |     |     |
| 9                         | تايلاند        | أ        | 3   | 0 | 2 | 1 | 2    | 2    | 4   | -2  |
| 10                        | لبنان          | أ        | 3   | 0 | 2 | 1 | 2    | 3    | 7   | -4  |
| 11                        | إندونيسيا      | ب        | 3   | 0 | 1 | 2 | 1    | 0    | 7   | -7  |
| 12                        | أوزبكستان      | ج        | 3   | 0 | 1 | 2 | 1    | 2    | 14  | -12 |

## وصلات خارجية
- تفاصيل على RSSSF
- "الموقع الرسمي". مؤرشف من الأصل في 2009-02-02.